# Бельфонтейн (аэропорт)
Региональный аэропорт Бельфонтейн (англ. Bellefontaine Regional Airport), (ИКАО: KEDJ, FAA LID: EDJ) — гражданский аэропорт, расположенный в пяти километрах к западу от центра делового района города Бельфонтейн (Огайо), США. Аэропорт обслуживает рейсы бизнес-авиации и авиации общего назначения, управляется компанией Midwest Corporate Air и находится в собственности города Бельфонтейн.
Региональный аэропорт Бельфонтейн заменил прежний Муниципальный аэропорт Бельфонтейн, который располагался в шести километрах к северо-востоку от ныне действующего аэропорта. Региональный аэропорт был открыт в 2002 году и стал только вторым аэропортом, введёным в эксплуатацию в штате Огайон за последние 30 лет.

## Операционная деятельность
Региональный аэропорт Бельфонтейн занимает площадь в 121 гектар, расположен на высоте 342 метров над уровнем моря и эксплуатирует одну взлётно-посадочную полосу:
- 7/25 размерами 1524 х 30 метров с асфальтовым покрытием.

В период с 24 апреля 2006 по 24 апреля 2007 года Региональный аэропорт Бельфонтейн обработал 8325 операций по взлётам и посадкам воздушных судов (в среднем 22 операции ежедневно), из которых 89 % пришлось на авиацию общего назначения и 11 % составили рейсы аэротакси. В данный период в аэропорту базировалось 31 воздушное судно, из них 87 % — однодвигательные самолёты, 10 % — многодвигательные и 3 % — вертолёты.